# Замай-Юрт
Замай-Юрт (чечен. Замай-Йурт) — село в Ножай-Юртовском районе Чеченской Республики. Административный центр Замай-Юртовского сельского поселения.

## География
Село расположено на правом берегу реки Аксай, в 8 км к северу от районного центра Ножай-Юрт, в 77 км к юго-востоку от города Грозный и в 28 км к юго-западу от Хасавюрта.
Ближайшие населённые пункты: на севере — село Галайты, на востоке — сёла Банайюрт и Ямансу, на юго-востоке — сёла Балансу и Ножай-Юрт, на юго-западе — сёла Новый Замай-Юрт и Согунты, и на западе — село Мескеты.

## История

### В древности
В период с 1961 по 1965 годы В. И. Марковин проводил археологические исследования в данном регионе, в ходе которых были обнаружены и изучены различные памятники. К ним относятся и каменные антропоморфные изваяния – стелы, найденные в населённых пунктах Замай-Юрт, Галайты, Мескеты и Гордали.
В 1968 году Умаров С. Ц. выявил поселение на окраине Замай-Юрт
В 1985 году на территории уже известного могильника в селении Замай-Юрт  известным чеченским археологом и кавказоведом Багаевым М. Х. были найдены два каменных антропоморфных изваяния, относящихся к VI—V векам до нашей эры.

### XIX — XX века
Село основано в 1820-х годах аллероевцем Замой из села Мескеты.
В 1944 году после депортации чеченцев и ингушей, и упразднения Чечено-Ингушской АССР, селение Замай-Юрт было переименовано в Чарах и заселено выходцами из соседнего Дагестана.
После восстановления Чечено-Ингушской АССР, в 1958 году населённому пункту было возвращено его прежнее название — Замай-Юрт, а выходцы из Дагестана были переселены обратно.

## Население
| 1990  | 2002  | 2010  | 2012  | 2013  | 2014  | 2015  |
| ----- | ----- | ----- | ----- | ----- | ----- | ----- |
| 1068  | ↗1236 | ↗1593 | ↗1615 | ↗1713 | ↗1764 | ↗1795 |
| 2016  | 2017  | 2018  | 2019  | 2020  | 2021  | 2023  |
| ↗1847 | ↗1882 | ↗1940 | ↗1981 | ↗2018 | ↘1458 | ↗1527 |
| 2024  |       |       |       |       |       |       |
| ↗1557 |       |       |       |       |       |       |

Национальный состав
По данным Всероссийской переписи населения 2010 года:
| № | Национальность | Численность, чел. | Доля    |
| - | -------------- | ----------------- | ------- |
| 1 | чеченцы        | 1 588             | 99,69 % |
| 2 | другие         | 5                 | 0,31 %  |

## Образование
- Замай-Юртовская государственная средняя общеобразовательная школа[21].
- Замай-Юртовская муниципальная средняя общеобразовательная школа[22].